# Sant Pere (la Selva del Camp)
Sant Pere del Puig és una ermita damunt d'un turó, a 500 metres sobre el nivell del mar, que domina la vila de la Selva del Camp. S'hi han aixecat tres esglésies: la primera, romànica del segle xii; la segona, renaixentista contemporània de l'església parroquial i l'actual, del 1877 (després de la destrucció en les guerres carlines del 1837) de reduïdes dimensions. Petita ermita força senzilla situada als afores del nucli de la vila. Presenta la paret de les façanes arrebossada i de color blanc, i l'interior també de murs emblanquinats. L'espai cultual, de planta rectangular, és cobert amb una volta de maó pla.

## Història
L'ermita de Sant Pere del Puig fou construïda al segle xii damunt ruïnes romanes i sarraïnes. D'aquesta primera capella romànica sols resten unes restes de l'absis i alguns carreus. A l'ermita es feren reformes els anys 1257, 1291 i 1350, i el 1519 hi anaren a viure ermitans. Després de diverses reformes menors, el 1588 fou feta pràcticament nova per Pere Blai, en estil renaixentista. El 1811 va ser fortificada per l'exèrcit francès i el 1837, durant la Primera Guerra Carlina, a conseqüència de la topada dels liberals amb els carlins de Llarg de Copons, coneguda com el Foc de Sant Roc, quedà destruïda totalment. Es refeu de nou, més petita, entre el 1861 i el 1877. Fou cremada el 1936, durant la Guerra Civil Espanyola, i va ser restaurada el 1952.